# Danger Ahead (film fra 1921)
 For alternative betydninger, se Danger Ahead. (Se også artikler, som begynder med Danger Ahead)
Danger Ahead er en amerikansk stumfilm fra 1921 af Rollin S. Sturgeon.

## Medvirkende
- Mary Philbin som Tressie Harloow
- James W. Morrison som Norman Minot
- Jack Mower som Robert Kitteridge
- Minna Redman som Deborah Harlow
- George Bunny som Nate Harlow
- George B. Williams som Mr. Minot
- Jane Starr som Dolly Demere